# Okręg Molsheim
Okręg Molsheim (fr. Arrondissement de Molsheim) – okręg we wschodniej Francji. Populacja wynosi 89 600.

## Podział administracyjny
W skład okręgu wchodzą następujące kantony:
- Molsheim,
- Rosheim,
- Saales,
- Schirmeck,
- Wasselonne.